# Bernard Barmasai
Bernard Barmasai (Kenia, 6 de mayo de 1974) es un atleta keniano, especialista en la prueba de 3000 m obstáculos, en la que ha logrado ser medallista de bronce mundial en 2001.

## Carrera deportiva
En el Mundial de Edmonton 2001 ganó la medalla de bronce en los 3000 m obstáculos, con un tiempo de 8:16.59 segundos, llegando a la meta tras su compatriota el también keniano Reuben Kosgei y el marroquí Ali Ezzine.